# Assur (general de Cosroes II)
Assur foi um oficial sassânida do final do século VI e começo do VII, ativo no reinado do xá Cosroes II (r. 590–628). Sua existência é questionada.

## Vida

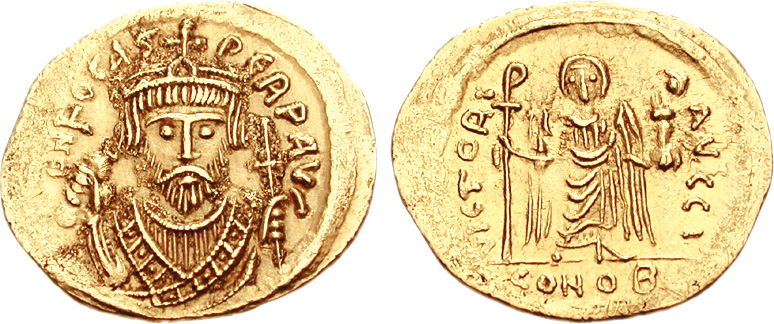
Soldo de Focas r.

Sua existência é atestada apenas na História de Taraunitis de João Mamicônio, obra considerada não fiável, e autores como Christian Settipani põe dúvida a sua existência. Aparece no começo do reinado do imperador Focas (r. 602–610), quando Vactangue envia-o com 8 000 soldados contra Vaanes II, o Lobo
O exército chegou e acampou nas costas do rio Megueti e enviou mensagem a Vaanes: "Ei, seu lobo vil, Vaanes. Sabendo que você serve ao rei ariano, por que você se tornou descaradamente descarado? Agora venha até nós e seja um contribuinte. Caso contrário, você morrerá como um cachorro". Ao ouvi-lo, ele e seu filho Simbácio I marcharam contra ele com 6 000 homens. Quando a batalha começou, Simbácio manteve seu olho em Assur e se aproximou dele. Quando Assur viu que Simbácio era um rapaz, o desprezou e disse: "Seu bastardo adorador de pedras, saia do caminho para que eu possa passar para os homens da luta." [Simbácio] respondeu: "Filho de Satanás, seu nome se encaixa em você, porque sua espada [sur] é como nada e lutando com um jovem você reconhecerá sua derrota." Simbácio pegou sua espada e cortou a cabeça do cavalo de Assur. Assur caiu no chão e então Simbácio o atacou e cortou sua cabeça. Ele levantou a cabeça e disse: "Glória a Você, Cristo e a São Precursor, que derrotaram meu adversário". Enquanto dizia isso, dez homens cercaram Vaanes. Ele ergueu a voz e gritou: "Meu filho, Simbácio, onde você está? Venha e ajude-me, velho homem que sou". Simbácio corajosamente os ataca, alegoricamente como uma águia voando rapidamente, e diz: "Ajude-nos, São Precursor. " E com isso cortou a cabeça e o ombro direito do filho de Assur.